# 雲信·皮哈里
雲信·皮哈里（法語：Vincent Peirani，1980年4月24日—），是法國爵士乐手风琴家、歌手。皮哈里少年時跟隨父親學習音樂，12歲進入尼斯音樂學院，16歲時搬到巴黎繼續深造，其後獲獎無數，包括2013年獲得海因哈特獎的年度最佳爵士樂手獎等。